# Najas pectinata
Najas pectinata là một loài thực vật có hoa trong họ Hydrocharitaceae. Loài này được (Parl.) Magnus mô tả khoa học đầu tiên năm 1887.